# Nord gegen Süd

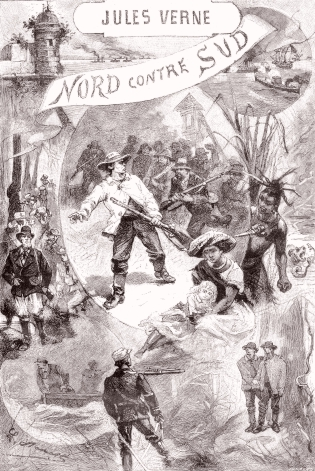
Titelseite der französischen Originalausgabe mit einer Illustration von Léon Benett

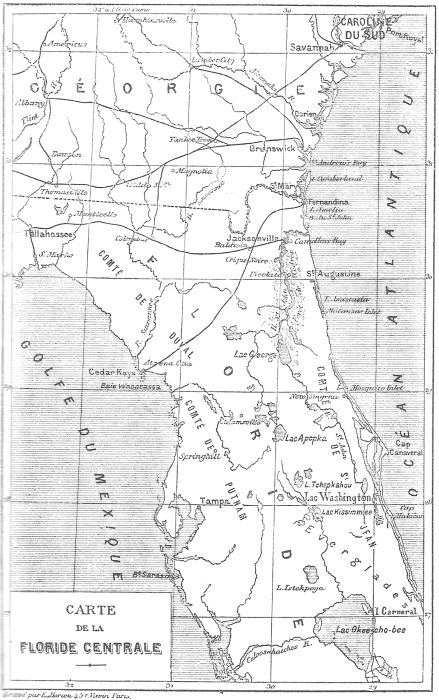
Karte aus dem Roman, gezeichnet von Léon Benett

Nord gegen Süd ist ein Roman des französischen Autors Jules Verne. Der Roman wurde erstmals im November 1887 von dem Verleger Pierre-Jules Hetzel unter dem französischen Titel Nord Contre Sud veröffentlicht. Band I erschien am 26. Mai 1887 und Band II am 14. November 1887. Eine Vorab-Veröffentlichung erschien zeitlich vorversetzt im Magasin d'Éducation et de Récréation in der Zeit vom 1. Januar bis zum 1. Dezember 1887. Die erste deutschsprachige Ausgabe erschien 1888 unter dem Titel Nord gegen Süd. Der vollständige englische Titel des Romans lautet Texar's Revenge, or, North Against South.

## Handlung
Nord gegen Süd schildert die Geschichte von James Burbank, einem Nordstaatler und Gegner der Sklaverei, der nahe Jacksonville in Florida am St. Johns River eine Farm betreibt, und Texar, einem Südstaatler und Befürworter der Sklaverei in den Vereinigten Staaten. Die Geschichte spielt Anfang des Jahres 1862, eingebettet in die Ereignisse des Amerikanischen Bürgerkriegs. Erstmals 1887 in Frankreich veröffentlicht, erhielt das Buch nach seinem Erscheinen in den Vereinigten Staaten eine gemäßigte Reaktion, teilweise begründet in Jules Vernes lückenhafter Beurteilung bezüglich einiger Details des Amerikanischen Bürgerkriegs.
Texar und Burbank sind bittere Feinde. Burbanks nördliche, ablehnende Einstellung zur Sklaverei stößt auf Widerstand von Texar und dem Rest der Gemeinde, angesiedelt in den Konföderierten Staaten von Amerika. Immer wieder geschehen Verbrechen in Florida. Der Verdächtige, Texar, wird gesehen, verhaftet und vor Gericht gestellt. Er kann aber immer wieder ein unumstößliches, lückenloses Alibi erbringen, welches ihm erlaubt, der Verurteilung zu entkommen. Texar wird ein bekanntes und einflussreiches Mitglied der Gemeinde von Jacksonville und einer der führenden Männer Floridas, das auf der Seite der Südstaaten steht. Sein größter Gegner, James Burbank, ergreift für den Norden Partei und gibt seinen Sklaven die Freiheit. Damit liefert er sich Texar aus, der ihn vernichten will. Seine neu erlangte Stärke ausnutzend, wiegelt Texar die Stadtbevölkerung gegen Burbank auf und führt einen Mob, der die Farm der Burbanks, Camdless Bay, verwüstet. Während dieser Kämpfe werden Burbanks Tochter Dy und das Kindermädchen Zermah geraubt und verschwinden spurlos. Man nimmt an, dass Texar dahinter steckt, aber dieser kann in einer Gerichtsverhandlung wieder ein Alibi vorweisen. Burbank droht als Anhänger des Nordens dagegen der Tod.
Schließlich rücken die Truppen der Nordstaaten vor, Texar muss fliehen. Nach mehreren Tagen des Suchens finden die Burbanks Hinweise in einer versteckten Hütte, dass die Gekidnappten angeblich in die Everglades auf die Insel Carneral im Okeechobeesee gebracht wurden.
Burbank und sein Sohn Gilbert, ein Offizier der United States Navy, machen sich mit Freunden an die Verfolgung von Texar. Unterwegs stoßen sie auf eine Gruppe von Soldaten der United States Navy, die ebenfalls nach Texar suchen. Diese Gruppe möchte Vergeltung für ein Verbrechen üben, welches offenbar zur gleichen Zeit geschehen ist wie das in Camdless Bay, nur in großer Entfernung von dort. Dies lässt alle vermuten, dass es einen richtigen Texar gibt und einen, der es nicht ist. Die Suche wird fortgesetzt, nicht nur nach Dy und Zermah, sondern auch nach der Antwort auf dieses Rätsel.

## Deutschsprachige Übersetzungen
- „Nord gegen Süd“ für buchclub 65, Verlag Neues Leben Berlin (1978) – kein Übersetzer angegeben, mit Illustrationen von Jürgen Pansow